# Mkomazi (Pangani)
Der Mkomazi (auch Mkomasi) ist ein Fluss im Nordosten Tansanias in der Region Kilimandscharo. Er ist ein Nebenfluss des Pangani.

## Verlauf
Sein Quellgebiet liegt im südlichen Pare-Gebirge und er entwässert Teile des Mkomazi-Nationalparks so wie die westlichen und südlichen Usambara-Berge. Er durchfließt den Ndungu-Stausee, Kihurio-See und den Manka-See. Auf Höhe des Manka-Sees ist er nur ca. 4 km von dem zu diesem Zeitpunkt 85 m höher gelegenen Pangani entfernt. Die beiden Flüsse verlaufen auf ihrem weiteren Weg nahezu parallel, bis sie etwa 60 km weiter bei Korogwe zusammenfließen.